# East West Bank Classic 1995
L'East West Bank Classic 1995 è stato un torneo di tennis giocato sul cemento.
È stata la 22ª edizione del torneo, che fa parte della categoria Tier II nell'ambito del WTA Tour 1995.
Si è giocato a Manhattan Beach vicino a Los Angeles negli Stati Uniti, dal 7 al 13 agosto 1995.

## Campionesse

### Singolare
Conchita Martínez ha battuto in finale  Chanda Rubin con il punteggio di 4–6, 6–1, 6–3

### Doppio
Gigi Fernández /  Nataša Zvereva hanno battuto in finale  Gabriela Sabatini /  Larisa Neiland con il punteggio di 7–5, 6–7, 7–5